# Liste de syndicats
 (septembre 2023).

Taux de syndicalisation mondial par pays (OIT, 2022)

Ce qui suit est une liste, non exhaustive, de syndicats de salariés en activité classé par pays.
Cette liste ne comprend pas les syndicats étudiants et lycéens.

## Internationales

### Internationales syndicale
| Nom                                         | Acronyme | Siège     | Fondation         |
| ------------------------------------------- | -------- | --------- | ----------------- |
| Association internationale des travailleurs | IWA–AIT  | Barcelone | 22 décembre 1922  |
| Confédération générale des syndicats        | GCTU     | Moscou    | 16 avril 1992     |
| Confédération internationale du travail     | CIT      | Madrid    | Mai 2018          |
| Confédération syndicale internationale      | CSI      | Bruxelles | 1er novembre 2006 |
| Confédération générale des syndicats        | CGS      | Moscou    | 16 Avril 1992     |
| Fédération syndicale mondiale               | FSM      | Athènes   | 3 octobre 1945    |
| Industrial Workers of the World             | IWW      | Chicago   | 27 juin 1905      |
| Organisation mondiale des travailleurs (en) | WOW      |           | Septembre 1921    |

### Régionales
| Nom                                                                     | Acronyme          | Affiliations | Fondation |
| ----------------------------------------------------------------------- | ----------------- | ------------ | --------- |
| Association continentale américaine des travailleurs                    | ACAT              | IWA–AIT      | 1929      |
| Confédération européenne des syndicats                                  | CES               | CSI          | 1973      |
| Confédération européenne des syndicats indépendants                     | CESI              | Indépendant  | 1990      |
| Confédération syndicale des travailleurs et travailleuses des Amériques | CSA               | CSI          | 2008      |
| Conseil des syndicats nordiques                                         | NFS               | Indépendant  | 1972      |
| Fédération syndicale européenne des services publics                    | EPSU              | ETUC-PSI     | 1978      |
| ICFTU Asia and Pacific Regional Organisation (en)                       | ITUC Asia Pacific | CSI          | 2007      |
| Confédération internationale des syndicats arabes (en)                  | ICATU             | Indépendant  | 1956      |

### Fédérations syndicales internationales
| Nom | Acronyme    | Siège               | Fondation        |
| --- | ----------- | ------------------- | ---------------- |
| Alliance internationale des arts et du divertissement (en)                                                                                 | IAEA        | Bruxelles           | 1997             |
| Conseil international des travailleurs portuaires                                                                                          | IDC         |                     | 27 juin 2000     |
| Fédération mondiale des travailleurs scientifiques                                                                                         | WFSW        | Montreuil-sous-Bois | 1946             |
| Fédération internationale des ouvriers du transport                                                                                        | ITF         | Londres             | Juin 1896        |
| Fédération internationale des journalistes                                                                                                 | IFJ         | Bruxelles           | 1926             |
| Federation of International Civil Servants' Associations                                                                                   | FICSA       | Genève              | 1952             |
| IndustriALL global union | IndustriAll | Genève              | 19 juin 2012     |
| International Affiliation of Writers' Guilds (en)                                                                                          | IAWG        | Toronto             | 1986             |
| Internationale des travailleurs du bâtiment et du bois                                                                                     | BWI         | Genève              | 9 décembre 2005  |
| Internationale de l'éducation | IE          | Bruxelles           | 26 janvier 1993  |
| Fédération internationale des travailleurs Domestique (en)                                                                                 | IDWF        | Hong Kong           | 2013             |
| Fédération internationale des Acteurs (en)                                                                                                 | FIA         | Bruxelles           | 1952             |
| Fédération internationale des associations de pilotes de ligne                                                                             | IFALPA      | Montréal            | 1948             |
| Fédération internationale des musiciens | FIM         | Paris               | 3 août 1948      |
| Internationale des services publics | PSI         | Ferney-Voltaire     | 1907             |
| Union internationale des travailleurs de l'alimentation, de l'agriculture, de l'hôtellerie-restauration, du tabac et des branches connexes | IUF         | Genève              | Août 1920        |
| UNI global union | UNI         | Nyon                | 1er janvier 2000 |

## Afrique
- Liberian Federation of Labor Unions (en) (LFLU)
- National Confederation of Eritrean Workers (en) (NCEW)
- National Union of Workers of Guinea-Bissau (en) (UNTG)
- Union des Travailleurs des Comores (en)

### Botswana
- Botswana federation of trade unions (en)

- Air Botswana Employees' Union (en)
- Botswana Agricultural Marketing Board Workers' Union (en)
- Botswana Bank Employees' Union (en)
- Botswana Beverages & Allied Workers' Union (en)
- Botswana Central Bank Staff Union (en)
- Botswana Commercial & General Workers' Union (en)
- Botswana Construction Workers' Union (en)
- Botswana Diamond Sorters & Valuators' Union (en)
- Botswana Hotel Travel & Tourism Workers' Union (en)
- Botswana Housing Corporation Staff Union (en)
- Botswana Institute of Development Management Workers' Union (en)
- Botswana Manufacturing & Packaging Workers' Union (en)
- Botswana Meat Industry Workers' Union (en)
- Botswana Mining Workers' Union (en)
- Botswana National Development Bank Staff Union (en)
- Botswana Postal Services Workers' Union (en)
- Botswana Power Corporation Workers' Union (en)
- Botswana Private Medical & Health Services Workers' Union (en)
- Botswana Railways Amalgamated Workers' Union (en)
- Botswana Saving Bank Employees' Union (en)
- Botswana Telecommunication Employees' Union (en)
- Botswana Vaccine Institute Staff Union (en)
- Botswana Wholesale, Furniture & Retail Workers' Union (en)
- National Amalgamated Central, Local & Parastatal Manual Workers' Union (en)
- Rural Industry Promotions Company Workers' Union (en)
- University of Botswana Non-Academic Staff Union (en)

### Cameroun
L'intersyndicale Cameroon Workers Forum (CAWOF) regroupe 11 des 12 confédérations syndicales du pays,.
- Confédération des syndicats autonomes du Cameroun (CSAC)
- Confédération syndicale des travailleurs du Cameroun (CSTC)
- Confédération des syndicats indépendants du Cameroun (CSIC)
- Confédération camerounaise du travail (CCT)
- Confédération générale des travailleurs - Liberté (CGTL)
- Confédération générale des travailleurs libres du Cameroun (en)
- Union générale des travailleurs du Cameroun (UGTC)
- Union des syndicats libres du Cameroun (USLC)
- Centrale syndicale du secteur public (CSP)
- Confédération des travailleurs unis du Cameroun (CTUC)
- Confédération générale des syndicats de travailleurs du Cameroun (CGSTC)
- Confédération Entente nationale des travailleurs du Cameroun (Entente)

## Europe
- Association des employés laïcs du Vatican
- Association slovène des syndicats libres
- Confédération des syndicats indépendants de Lettonie
- Confédération des travailleurs du Liechtenstein
- Fédération des syndicats de Macédoine
- Union des syndicats autonomes de Croatie
- Union syndicale d'Andorre
- Union des syndicats de Monaco

### Danemark
- Organisation centrale des diplômés
  - Danish Association of Chartered Surveyors
  - Danish Medical Association
  - Danish Union of Architects
  - Danish Union of Librarians
  - Danish Union of Journalists

- Danish Confederation of Trade Unions
  - Danish Food and Allied Workers' Union
  - Danish Timber Industry and Construction Workers' Union
  - Danish Union of Metalworkers
  - Danish Union of Professional Technicians
  - Danish Union of Public Employees
  - Fagligt Fælles Forbund
  - National Union of Commercial and Clerical Employees

- FTF - Confédération des professionnels en Danemark
  - Danish Association of Pharmaconomists1958
  - Danish Nurses Organisation
  - Danish Union of Teachers

## Asie
- East Timor Trade Union Confederation (en)
- Federation of Bhutanese Trade Unions (en)
- Federation of Trade Unions of Uzbekistan (en)
- Georgian Trade Union Confederation (en)
- Lao Federation of Trade Unions (en)
- National Centre of Trade Unions of Turkmenistan (en)
- Tajikistan Federation of Trade Unions (en)
- Confédération générale du travail du Viêt Nam

### Chine
- Fédération nationale des syndicats de Chine
  - All-China Federation of Railway Workers' Unions (en)
  - National Committee of the Chinese Agricultural, Forestry and Water Conservancy Workers' Union (en)
  - National Committee of the Chinese Aviation Workers' Union (en)
  - National Committee of the Chinese Banking Workers' Union (en)** National Committee of the Chinese Defense Industry, Postal and Telecommunications Workers' Union (en)
  - National Committee of the Chinese Educational, Scientific, Cultural, Medical and Sports Workers' Union (en)
  - National Committee of the Chinese Energy and Chemical Workers' Union (en)
  - National Committee of the Chinese Financial, Commercial, Light Industry, Textile and Tobacco Workers' Union (en)
  - National Committee of the Chinese Machinery, Metallurgical and Building Material Workers' Union (en)

### Inde
- Indian National Trade Union Congress (INTUC)
- Hind Mazdoor Sabha (HMS)
- Confederation of Free Trade Unions of India (en)(CFTUI)
- Self-Employed Women Association (SEWA)
- Durbar Mahila Samanwaya Committee (DMSC)

### Japon
- General Union (en)
- National Union of General Workers (en)
- Rengō
- Syndicat national des travailleurs du chemin de fer - Kokurō
- Tozen (en)
- Zenroren (en)

### Vietnam
- Confédération générale du travail du Viêt Nam

## Moyen-Orient
- Confédération yéménite des syndicats (en)
- Fédération générale des syndicats (Syrie) (en)
- Fédération générale des syndicats jordaniens (en)
- Fédération générale des syndicats de travailleurs de Bahreïn (en)
- Fédération des syndicats du Koweït (en)

## Amérique du Nord

### Canada
- Association professionnelle des agents du Service extérieur
- Christian Labour Association of Canada
- Fédération canadienne des enseignantes et des enseignants
- Confédération des syndicats canadiens (en)
  - Canadian Union of Skilled Workers (en)
  - Construction Maintenance and Allied Workers (en)
  - Public and Private Workers of Canada (en)
- Congrès du travail du Canada (CLC) 
  - Alliance de la Fonction publique du Canada
  - Syndicat canadien des employées et employés professionnels et de bureau
  - Syndicat canadien de la fonction publique
  - Syndicat des travailleurs et travailleuses des postes
  - Unifor

#### Québec
- Fédération des travailleurs du Québec (FTQ)
- Confédération des syndicats nationaux  (CSN)
  - Fédération de la santé et des services sociaux (FSSS-CSN)
  - Fédération des employées et employés de services publics (FEESP-CSN)
  - Fédération nationale des enseignantes et des enseignants du Québec (FNEEQ-CSN)
  - Fédération nationale des communications et de la culture (FNCC-CSN)
  - Fédération du commerce (FC-CSN)
  - Fédération des professionnels (FP-CSN)
  - Fédération de l'industrie manufacturière (FIM-CSN)
  - CSN-Construction
  - UCCO-SACC-CSN
- Centrale des syndicats du Québec (CSQ)
- Centrale des syndicats démocratiques (CSD)
- Fédération interprofessionnelle de la santé du Québec (FIQ)
- Alliance du personnel professionnel et technique de la santé et des services sociaux (APTS)
- Syndicat de professionnelles et professionnels du gouvernement du Québec (SPGQ)
- Syndicat de la fonction publique du Québec (SFPQ)
- Association des juristes de l'État (AJE)
- Fédération autonome de l'enseignement  (FAE) 
  - Alliance des professeures et professeurs de Montréal

### États-Unis
- Fédération américaine du travail - Congrès des organisations industrielles

## Caraïbes
- Association des pilotes de ligne des Caraïbes (en)
- Centre national des syndicats de Trinité-et-Tobago
- Grenada Trades Union Council (en)
- Saint Kitts and Nevis Trades and Labour Union (en)
- Syndicat général des marins et travailleurs littoraux de Sainte-Lucie
- Syndicat pantrinidadien des ouvriers du sucre et autres industries
- Union nationale des travailleurs (Sainte-Lucie)

### Bahamas
- Association des pilotes de ligne des Bahamas (en)
- Bahamas Hotel, Catering and Allied Workers Union (en)
- Commonwealth of the Bahamas Trade Union Congress (en)
- National Congress of Trade Unions (en)

### Cuba
- Centrale des travailleurs de Cuba

## Océanie

### Australie
- Australasian Meat Industry Employees Union (en)
- Australian and International Pilots Association (en)
- Australian Education Union (en)
  - Fédération des enseignants de la Nouvelle-Galles du Sud (en)
  - Syndicat des enseignants du Queensland (en)
  - Syndicat des enseignants des écoles publiques d'Australie occidentale (en)
- Australian Federated Union of Locomotive Employees (en)
- Australian Federation of Air Pilots (en)
- Australian Institute of Marine and Power Engineers (en)
- Australian Licensed Aircraft Engineers Association (en)
- Australian Manufacturing Workers' Union (en)
- Australian Maritime Officers Union (en)
- Australian Nursing and Midwifery Federation (en)
  - Association des infirmières et sages-femmes de la Nouvelle-Galles du Sud (en)
  - Syndicat des infirmières du Queensland (en)
- Syndicat australien de l'industrie des chemins de fer, des tramways et des bus (en)
  - Syndicat australien de l'industrie des chemins de fer, des tramways et des bus(Victorian branch) (en)
- Australian Salaried Medical Officers Federation (en)
- Australian Services Union (en)
  - United Services Union (en)
- Syndicat des travailleurs australiens (en)
- Breweries and Bottleyards Employees' Industrial Union of Workers of Western Australia (en)
- Civil Air Operations Officers' Association of Australia (en)
- Association des gérants de club d'Australie (en)
- Communications Electrical and Plumbing Union (en)
  - Communication Workers Union of Australia (en)
  - Electrical Trades Union of Australia (en)
  - Plumbing Trades Employees Union (en)
- Syndicat du secteur communautaire et public (en)
  - Association de la fonction publique de la Nouvelle-Galles du Sud (en)
  - Public Service Association of South Australia (en)
  - Civil Service Association of Western Australia (en)
- Construction, Forestry, Maritime, Mining and Energy Union (en)
- CSR and Holcim Staff Association (en)
- Syndicat du secteur financier (en)
- Association des agents de bord d'Australie (en)
- Health Services Union (en)
  - Health Services Union East (en)
  - Medical Scientists Association of Victoria (en)
- Independent Education Union of Australia (en)
- Industrial Staff Union - PSA of NSW (en)
- Media, Entertainment and Arts Alliance (en)
- Musicians' Union of Australia (en)
- National Tertiary Education Union (en)
- Fédération policière d’Australie (en)
  - Association des policiers de Victoria (en)
  - Association de police de la Nouvelle-Galles du Sud (en)
  - Association des policiers de Victoria (en)
- Police Association Salaried Officers Union (en)
- Professional Footballers Australia
- Professionals Australia (en)
- Shop, Distributive and Allied Employees Association (en)
- Syndicat des travailleurs des transports d'Australie (en)
- Syndicat des travailleurs de l'île Christmas (en)
- United Firefighters' Union of Australia (en)
- Syndicat des travailleurs unis (en)

### Nouvelle-Zélande
- Amalgamated Workers Union of New Zealand
  - Central Amalgamated Workers' Union (en)
  - Northern Amalgamated Workers' Union (en)
  - Southern Amalgamated Workers' Union (en)
- Association of Professional, Executive, Clerical and Computer Staff (en)
- Association of Salaried Medical Specialists (en)
- Association of Staff in Tertiary Education (en)
- Association of University Staff of New Zealand (en)
- Clothing, Laundry and Allied Workers Union of Aotearoa (en)
- Corrections Association of New Zealand (en)
- Association des agents des douanes de Nouvelle-Zélande (en)
- Engineering, Printing and Manufacturing Union (en)
- E tū (en)
- Syndicat des travailleurs de la finance et de l'information (en)
- First Union New Zealand (en)
- Flight Attendants and Related Services Association (en)
- Furniture, Manufacturing & Associated Workers Union (en)
- Maritime Union of New Zealand (en)
- Meat Union Aotearoa (en)
- Syndicat National de la Distribution (en)
- Syndicat national des fonctionnaires (Nouvelle-Zélande) (en)
- Association des pilotes de ligne de Nouvelle-Zélande (en)
- Syndicat des métiers du bâtiment de Nouvelle-Zélande (en)
- Conseil des syndicats de Nouvelle-Zélande
- New Zealand Dairy Workers Union (en)
- New Zealand Educational Institute (en)
- New Zealand Meat & Related Trades Workers Union (en)
- Organisation des infirmières de Nouvelle-Zélande (en)
- Syndicat des pompiers professionnels de Nouvelle-Zélande (en)
- Association de la fonction publique de Nouvelle-Zélande (en)
- Guilde des écrivains néo-zélandais (en)
- NZ Merchant Service Guild Industrial Union of Workers (en)
- Association des enseignants du post-primaire (en)
- Association des Services Publics (en)
- Syndicat des travailleurs des services et de l'alimentation (en)
- Union des transports ferroviaires et maritimes (en)
- Solidarity Union (en)
- Unite Union (en)